# 民權觀察
民權觀察是一個在2014年雨傘運動後成立的組織，以關注警權及人權問題作為工作方向。組織在2021年7月6日發表聲明，指目前香港現況，加上運作資源緊絀下，宣布由7月5日起停止運作，其Facebook專頁亦無法瀏覽。《立場新聞》曾經訪問組織成員沈偉男，但沒有回應。

## 主要成員
- 王浩賢、沈偉男[4]

## 往績工作
民權監察不時發表文章關於警權及人權問題，至反對逃犯條例修訂草案運動期間，亦不時批評香港警察。

### 要求監警會作出改革
民權監察對現行監警會制度抱質疑態度，例如於2017年12月曾發表文章質疑太多「無法證實」個案的投訴機制，又批評監警會指有些投訴人作出「策略性投訴」的說法誤導公眾。

### 回應陳祖光建議豁免警員執勤時刑事責任
退休警司朱經緯在2014年佔領運動期間涉嫌以警棍襲擊途人，期後被裁定罪名成立，期後香港警察隊員佐級協會主席陳祖光倡議，政府修例豁免警員執行職務時的刑事責任。期後民權監察反駁有關說法，指「警務人員不可以執行職務為理由，而違反法律的規定，任意及過量地使用武力」，不合法地行使武力的話將違反《基本法》第二十五條、第二十八條，及《公民與政治權利國際公約》及《禁止酷刑公約》中保障生命、禁止酷刑及不人道待遇的條文。另外，朱經緯濫用武力一事已獲監警會裁定指控成立，陳祖光的言論極之荒謬，違反法律及人權常識。

### 反對逃犯條例修訂草案運動期間工作
反對逃犯條例修訂草案運動期間，香港警察的表現備受批評，其中指控包括喬裝示威者進行縱火及破壞，拘捕觀察員及使用過份暴力等。
於2019年6月，針對6月12日警方暴力鎮壓和平示威者，施放超過150枚催淚彈，甚至出動布袋彈、橡膠子彈等具殺傷力武器，民權觀察指出，平台短短三日已經收到35宗個案。
於2019年8月，民權觀察成員王浩賢指出一般的便衣警員已可制服和拘捕示威者，冒充示威者缺乏正當的理由，而在場冒充示威者的警員亦涉嫌煽動群眾進行非法集結等行為
於2019年9月15日，民陣原定在港島遊行的警方發出反對通知書兼上訴失敗後，但仍有大批人士在原定的起點銅鑼灣東角道聚集。警方先後發射催淚彈及出動水炮車驅散人群。民權觀察批評，警方錯誤地使用低致命武器，會增加致命風險，與使用低致命武器避免示威者及市民嚴重傷亡的目的不符。
於2020年香港元旦大遊行，民權觀察三名人權觀察員被捕，其後民權觀察批評，有關行動有違國際公約，質疑警方企圖以大規模濫捕的方式阻嚇和平示威者行使集會及表達意見的權利。